# علي بن حمزة البصري
علي بن حمزة البصري ثم البغدادي ( - 375 هـ/ - 985 م) لغوي، أديب، من أصحاب المتنبي، ضيّفه علي بن حمزة في بيته ببغداد حين زار المتنبي بغداد، والبصري أول من جمعَ شعر المتنبي، فقيل له (راوية المتنبي)، وروى البصري أن مقتل المتنبي كان في الثامن والعشرين من رمضان، وقال البصري في صُحبته للمتنبي "صحبتُ أبا الطيب سنتين ونصف لا أفارقه فيها ليلاً ولا نهاراً ولا يحتسمني في شيء فما رأيته زنى ولا لاط ولا دخل في حرام ولا حلال ولا سمعته قرأ القرآن ولا روى خبراً عن النبي صلى الله عليه وسلم ولا صلّى ولا ضحك ملءَ فيه وكان إذا سمع شيئاً مضحكاً سترَ فاهُ بكُمّهِ وقلّما رأيتُه يهزل"،(1) وفي بيت البصري قرأ المتنبي ديوانه على بعض أصحابه، قال فؤاد سزكين إن علي بن حمزة "لغوى لا نعلم من أمره غير هذا، وكثيرا ما يقع الخلط بين اسمه واسم حمزة بن الحسن الأصفهاني،(2) وكتابه الوحيد الذي وصل إلينا في أغلاط اللغويين، يدل على ذهن حادّ نقّاد. توفى سنة ٣٧٥/ ٩٨٥ بصقلية."، ذُكر للبصري كنيتان أبو القاسم وأبو نعيم.

## كتبه
كان علي البصريّ أوّلَ مَنْ جمعَ شعرَ المتنبي، وله ردود على الجاحظ وثعلب وابن السكيت، وأبي عبيد القاسم بن سلام، وألّفَ البصري من الكتب:
- 1- الآباء والأمهات
- 2- التنبيهات على أغاليط الرواة، له نسخة واحدة بدار الكتب المصرية.[9]
- 3- الدرارات
- 4- شعر أبي طالب
- 5- المناكحات

## الهوامش
- «1»:نقد محيي الدين عبد الحميد هذه الرواية في مهرجان المتنبي بدمشق سنة 1936 ونشرَ نقده مجلة الأزهر في مقالة عنوانها "حياة أبي الطيب المتنبي".[10]
- «2»:علي بن حمزة الأصفهاني مؤرخ، أديب من أهل أصفهان، ولد سنة 280 الهجرية وتوفي سنة 360.[11]